# Vuelta a la Comunidad Valenciana Femenina
La Vuelta a la Comunidad Valenciana Femenina (oficialmente: Volta a la Comunitat Valenciana Féminas o Vuelta CV Féminas) es una carrera profesional femenina de ciclismo en ruta de un día que se disputa anualmente entre la Comunidad Valenciana en España. Es la versión femenina de la carrera del mismo nombre.
La primera edición se corrió en el año 2019 como parte del Calendario UCI Femenino bajo la categoría 1.2. Un año después, la prueba ascendió a la categoría 1.1.

## Palmarés
| Año  | Ganador           | Segundo           | Tercero               |
| ---- | ----------------- | ----------------- | --------------------- |
| 2019 | Lotte Kopecky     | Alice Barnes      | Thi That Nguyen       |
| 2020 | Marta Bastianelli | Barbara Guarischi | Teniel Campbell       |
| 2021 | Chiara Consonni   | Barbara Guarischi | Élodie Le Bail        |
| 2022 | Marta Bastianelli | Ilaria Sanguineti | Kathrin Schweinberger |
| 2023 | Floortje Mackaij  | Liane Lippert     | Nikola Nosková        |
| 2024 | Cédrine Kerbaol   | Marit Raaijmakers | Federica Piergiovanni |
| 2025 | Linda Zanetti     | Jelena Erić       | Daria Pikulik         |

## Palmarés por países
| País         | Victorias |
| ------------ | --------- |
| Italia       | 3         |
| Bélgica      | 1         |
| Países Bajos | 1         |
| Francia      | 1         |
| Suiza        | 1         |